# English Tapas
English Tapas è il nono album in studio del duo inglese post-punk Sleaford Mods. Registrato negli studi West Heath Garage di Steve Mackey a Londra, è stato pubblicato tramite Rough Trade Records il 3 marzo 2017. Ha debuttato al numero 12 della UK Albums Chart.
Le canzoni dell'album parlano principalmente della vita contemporanea e della politica in Inghilterra dopo il referendum dell'UE del 2016.

## Tracce
1. Army Nights – 3:02
2. Just Like We Do – 2:54
3. Moptop – 2:38
4. Messy Anywhere – 3:12
5. Time Sands – 3:10
6. Snout – 2:44
7. Drayton Manored – 3:36
8. Carlton Touts – 2:52
9. Cuddly – 3:44
10. Dull – 2:41
11. B.H.S. – 3:48
12. I Feel So Wrong – 3:10